# Patrick Bokanowski
Pour les articles homonymes, voir Bokanowski.
Patrick Bokanowski, né en 1943 à Alger, est un cinéaste français qui pratique le cinéma expérimental et le film d'animation.

## Biographie
Patrick Bokanowski naît en 1943 à Alger. Il étudie jusqu'en 1970, la photographie, l'optique, la chimie et le dessin avec le peintre Henri Dimier.

## Filmographie
- 1972 : La Femme qui se poudre, 35 mm, n&b, 18 min
- 1974 : Déjeuner du matin, 35 mm, couleurs, 12 min
- 1982 : L'Ange, 35 mm, couleurs, 70 min
- 1984 : La Part du hasard, 16 mm, couleurs, 52 min
- 1992 : La Plage, 35 mm, couleurs, 14 min
- 1993 : Au bord du lac, 35 mm, couleurs, 6 min
- 1998 : Flammes, 35 mm, couleurs, 4 min
- 2002 : Le Canard à l'orange, 35 mm, couleurs, 9 min
- 2002 : Éclats d'Orphée, 16 mm, couleurs, 5 min
- 2003 : Le Rêve éveillé, vidéo, couleurs, 41 min
- 2008 : Battements solaires, 35 mm, couleurs, 18 min
- 2014 : Un Rêve, couleurs, 30 min
- 2016 : Un Rêve solaire, HD video, couleurs, 63 min
- 2018 : L'Envol, DVCAM, couleurs, 8 min
- 2018 : L'Indomptable, DVCAM, couleurs 4 min
- 2020 : Vers Syracuse DCP 5 min 40
- 2020 : Une visite au musée DCP 5 min 50

## Publications sur les films
- Gérard Langlois, L'image standard en question, Cinéma pratique n° 137, mai-juin 1975, p. 46 à 49 et 80
- Gérard Courant, Déjeuner du matin, Cinéma 79, n°247/248, juillet/août 1979
- Dominique Noguez, préface du catalogue, 30 ans de cinéma expérimental en France 1950-1980, Paris, ARCEF, 1982
- Raphaël Bassan, Bokanowski/Kamler : deux avant-gardes graphiques, Canal n °49, juillet-septembre 1982 (Piotr Kamler)
- Youssef Ishaghpour, De derrière le miroir, Cinéma contemporain, Éditions de la Différence, 1986, p. 318 à 331
- Dominique Noguez, Le cinéma autrement, Éditions du Cerf, 1987, p. 280 et 281
- L'Ange, Noise n° 12, Paris, Maeght Éditeur, 1990
- Entretien de Patrick Bokanowski avec le Groupe Art Toung, Styles d'image cinématographique, Revue & Corrigée n° 8, printemps 1991, p. 22 à 25
- Jean-Michel Frodon, Les enquêteurs du regard, Le Monde, 27 janvier 1994
- Dominique Noguez, préface à la rétrospective à la Galerie nationale du Jeu de Paume, février-mars 1994
- Vincent Ostria, Patrick Bokanowski, Cahiers du cinéma n° 478, avril 1994, p. 10 et 11
- Jacques Kermabon, "Portrait" Patrick Bokanowski, Bref, le magazine du court métrage n° 20, février-mars-avril 1994, p. 17 à 194
- L'art du mouvement, collection cinématographique du Musée national d'art moderne, 1916-1996, catalogue sous la direction de Jean-Michel Bouhours, Paris, Centre Georges-Pompidou, 1996
- Scott McDonald, Patrick Bokanowski, On the Angel, A Critical cinema 3, University of California Press, 1998, p. 262 à 273
- Dominique Noguez, Éloge du cinéma expérimental, Classiques de l'Avant-garde, éditions Paris Expérimental, 2e édition, 1999
- Sous la direction de María Klonáris et Katerína Thomadáki, Technologies et imaginaires : art cinéma, art vidéo, art ordinateur, Paris, Dis Voir, 1990
- Sous la direction de  Christian Lebrat et Nicole Brenez, Jeune, dure et pure !, Une histoire du cinéma d'avant-garde et expérimental en France, Cinémathèque française Musée du cinéma, Mazzotta, 2001
- Olivier Cotte, Bokanowski ou le réel déformé, Revue du forum des images n° 3, Mars 2004.
- Hugo Bélit, Patrick Bokanowski, Une encyclopédie du court-métrage français, Éditions festival Côté Court et Yellow Now , Côté cinéma, 2004, p. 54 à 59